# シンナモイルコカイン
シンナモイルコカイン（cinnamoylcocaine）は、コカノキに含まれるアルカロイドの中で、トロパンアルカロイドに分類されるアルカロイドの1種である。コカインと類似の構造を持つ。CAS登録番号は521-67-5。

## 構造

シンナモイルコカインの極限構造式。トロパン骨格を持っているのが判る。

（参考）コカインの極限構造式。

この化合物はコカインと非常に似た構造を持つことを反映して、しばしばシンナモイルコカインと呼ばれる。具体的には、メチルエクゴニンが持つ水酸基に安息香酸が脱水縮合した構造をしているのがコカインであり、この水酸基に安息香酸の代わりに桂皮酸（3-フェニル-2-プロペン酸）が脱水縮合した構造をしているのがシンナモイルコカインである。ただしシンナモイルコカインは、メチルエクゴニンと桂皮酸とのエステルであることから、メチルエクゴニン桂皮酸エステル（methylecgonine cinnamate）などとも呼ばれる。なお、シンナモイルコカインの化学式はC19H23NO4、モル質量は329.396 (g/mol)である

。

## 薬理作用について
シンナモイルコカインは、コカインと似た構造をしているのにもかかわらず、コカインが持っているような生理活性は無いと言われている

。

## 反応

（参考）Truxillic acidの極限構造式。Truxillic acidが持つ2つのカルボキシ基が、それぞれメチルエクゴニンの持つ水酸基と脱水縮合してエステルを形成した化合物がトルキシリン（Truxilline）である。

シンナモイルコカインは、光によって二量体になることが知られている。それがトルキシリン（Truxilline）であり、このシンナモイルコカインの二量体もまた天然に見られる

。
具体的にはメチルエクゴニン側ではなく、メチルエクゴニンに脱水縮合している桂皮酸の部分が二量化する。